# Elevadores do Canal do Centro
Os Elevadores do Canal do Centro são uma série de quatro elevadores hidráulicos para barcos, perto da cidade de La Louvière na região industrial da Valônia.
Ao longo de 7 quilômetros do Canal do Centro, que conecta a bacia dos rios Mosa e Escalda, o nível da água sobe cerca de 66,2 metros. Para superar esta diferença, o elevador de 15,4 metros em Houdeng-Goegnies foi aberto em 1888, e os outros três, cada um com 16,93 metros, abertos em 1917.
Estes elevadores são duplos, consistindo de duas unidades móveis verticais, cada uma suportada no centro por uma coluna de ferro. As duas colunas são ligadas hidraulicamente, fazendo com que, enquanto um tanque sobe o outro desça, o peso de um contrabalanceia o peso do outro.
Estes elevadores foram projetados por Edwin Clark, da companhia britânica Clark, Stansfield & Clark.
Os elevadores foram inspirados em projetos canadenses. No final do século XIV, Richard Birdsall Rogers visitou os locais para entender e estudar a possibilidade de ideias para um sistema de elevadores.

## História recente

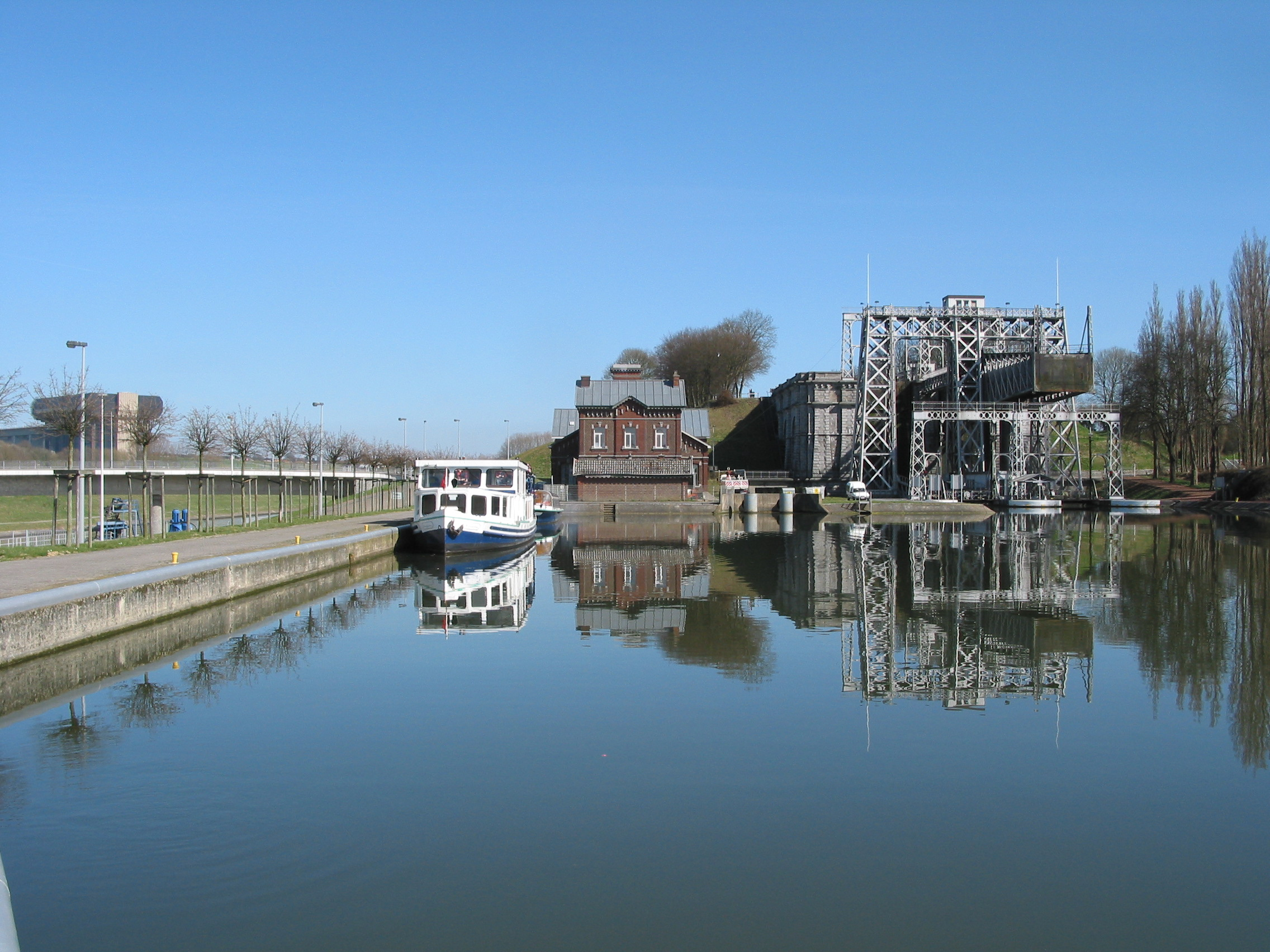
Thieu: elevador número 4.

Estes monumentos industriais foram adicionados à lista de Patrimônio Mundial da UNESCO em 1998[carece de fontes?]. Dos oito elevadores hidráulicos construídos no final do século XIX e começo do XX, os quatro do Canal do Centro são os únicos que ainda funcionam[carece de fontes?], do jeito como foram concebidos.
Desde 2002, a operação dos elevadores foi limitado ao uso recreativo[carece de fontes?]. O tráfego comercial agora atravessa os elevadores velhos e utiliza-se o enorme elevador Strépy-Thieu[carece de fontes?], cuja altura de 73m, o faz o mais alto do mundo.
Graças a um acidente de janeiro de 2002[carece de fontes?], onde um elevador em mal funcionamento começou a se movimentar enquanto um barco ainda saía, o elevador no. 1 foi aposentado. Durante os reparos, que começaram em 2005, uma restauração completa foi realizada[carece de fontes?] e estas, tanto no elevador 1 quanto no 4 ainda continuam.

O elevador Strépy-Thieu.

## Detalhes
| Elevador | Local               | Coordenadas                 | Altura | Foto |
| -------- | ------------------- | --------------------------- | ------ | ---- |
| No. 1    | Houdeng-Goegnies    | 50° 29′ 15″ N, 4° 10′ 33″ L | 15.40m |      |
| No. 2    | Houdeng-Aimeries    | 50° 28′ 57″ N, 4° 08′ 32″ L | 16.93m |      |
| No. 3    | Strépy-Bracquegnies | 50° 28′ 53″ N, 4° 08′ 14″ L | 16.93m |      |
| No. 4    | Thieu               | 50° 28′ 17″ N, 4° 05′ 40″ L | 16.93m |      |